# فرانك إتش. فوس
فرانك إتش. فوس هو سياسي أمريكي، ولد في 20 سبتمبر 1865 في أوغوستا في الولايات المتحدة، وتوفي في 15 فبراير 1947 في فيتشبورغ في الولايات المتحدة. نشط حزبياً في الحزب الجمهوري. وقد انتخب عضو مجلس النواب الأمريكي ‏.